# Sammy Fuentes
Sammy Fuentes (* 18. Februar 1964) ist ein ehemaliger puerto-ricanischer Profiboxer und Weltmeister der WBO im Halbweltergewicht.

## Amateurkarriere
Als Amateur gewann er Bronzemedaillen bei den National Golden Gloves 1980 und den Nordamerikanischen Meisterschaften 1981. 1982 erkämpfte er die Silbermedaille im Federgewicht bei den Zentralamerika- und Karibikspielen in Kuba, nachdem er erst im Finale gegen Adolfo Horta ausschied. Bei den Weltmeisterschaften 1982 in München, unterlag er im Achtelfinale gegen den sowjetischen Europameister Serik Nurkassow.

## Titelgewinn
Sein Debüt als Profi feierte er im November 1982 mit einem K.-o.-Sieg. Mit einer Bilanz von 29 Siegen, 13 Niederlagen und einem Unentschieden boxte er am 20. Februar 1995 in Kalifornien um den WBO-Weltmeistertitel im Halbweltergewicht, der nach dem Rücktritt von Titelträger Zack Padilla vakant geworden war. Seinen mexikanischen Gegner Fidel Avendaño (Bilanz: 42-4, 25 K. o.) besiegte er dabei durch t.K.o. in der zweiten Runde. Den Titel verteidigte er am 10. Juni 1995 in Las Vegas nach Punkten gegen den Mexikaner Héctor López (29-3, 17 K. o.). Bei seiner zweiten Titelverteidigung am 9. März 1996 in Mailand, verlor er durch technischen K. o. in der achten Runde gegen den Italiener Giovanni Parisi (31-2, 23 K. o.).

## Kämpfe gegen Weltmeister
- 18. August 1983; Niederlage durch K. o. gegen Juan Nazario.
- 9. Oktober 1985; Sieg durch K. o. gegen Harry Arroyo.
- 30. Mai 1986; Niederlage durch t.K.o. gegen Frankie Randall.
- 28. November 1986; Niederlage durch t.K.o. gegen Roger Mayweather.
- 12. Februar 1988; Niederlage durch t.K.o. gegen Freddie Pendleton.
- 18. November 1989; Niederlage durch t.K.o. gegen Julio César Chávez.
- 16. Juli 1992; Niederlage nach Punkten gegen Charles Murray.
- 13. November 1992; Niederlage durch t.K.o. gegen Kostya Tszyu.
- 9. Juli 1993; Sieg durch K. o. gegen Charlie Brown.
- 9. März 1996; Niederlage durch t.K.o. gegen Giovanni Parisi.
- 25. Oktober 1997; Unentschieden gegen Antonio Rivera.
- 9. Mai 1998; Niederlage durch t.K.o. gegen José Luis López.

- 27. Mai 1994; Niederlage nach Punkten gegen Olympiasieger Wjatscheslaw Janowski.